# Stiven Raphaël Essangue
Stiven Raphael Essangue est un acteur, humoriste et scénariste camerounais né le 9 novembre 1992 à Douala ( Bonantoné-Deido) dans la région du Littoral.  Il est connu pour son rôle dans Madame... Monsieur d'Ebenezer Kepombia.

## Biographie

### Formation et débuts
Stiven Raphaël Essangue obtient son baccalauréat en 2010. Il décroche  à l'université, une maîtrise en biologie humaine et santé.   
Pour assouvir sa passion pour la comédie, il participe à des ateliers de formation avec des professionnels du cinéma. Fort de cette expérience, Stiven Raphaël Essangue intègre la troupe de théâtre de l'université de Douala en 2011 et la maison des jeunes de Bepanda ( Douala).

### Carrière
En 2010, après une rencontre avec l'humoriste Black Oya, l'artiste décide de se lancer dans le cinéma. Cette carrière débute avec des téléfilms pour la chaîne Direct Broadcast Satellite (DBS).
En 2021, le comédien qui participait à sa première pièce de théâtre parle des émotions qui l’ont habité lors de son jeu dans le rôle du roi des duala dans la pièce “Ngum A Jémea”.
Stiven Essangue a acquis une reconnaissance grâce à la série télévisée africaine Madame... Monsieur. Ce feuilleton  explore les réalités des couples modernes. Elle met en lumière les différences de perception et de sensibilité entre les hommes et les femmes, montre comment ils parviennent à surmonter leurs contradictions pour construire une vie de couple harmonieuse.

## Filmographie
La carrière cinématographique de cet acteur  est marquée par les productions suivantes.
| Année | Titre              |
| ----- | ------------------ |
| 2017  | Cauchemar vivant   |
| 2018  | Le paradoxe        |
| 2019  | Escort girl        |
| 2019  | Échec et mat       |
| 2020  | Madame... monsieur |
| 2020  | Sangouna           |
| 2021  | La nouvelle épouse |
| 2022  | L'accord           |
| 2022  | L'empreinte        |
| 2022  | Ndutu              |
| 2022  | Killer             |